# Exocentrus granulicollis
Exocentrus granulicollis là một loài bọ cánh cứng trong họ Cerambycidae.